# 阿拉伯浴室 (帕尔马)

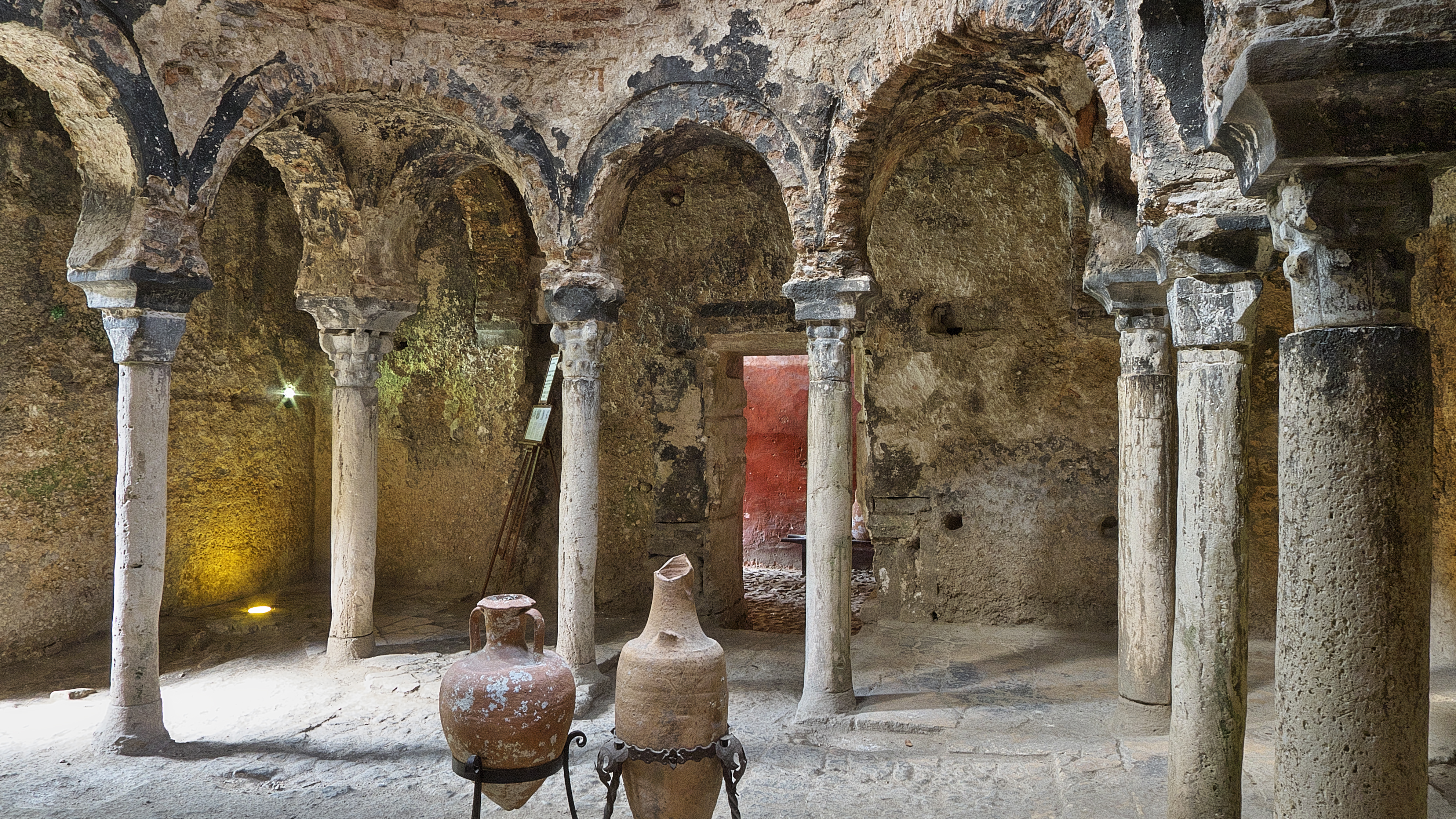
阿拉伯浴室

阿拉伯浴室（加泰罗尼亚语：Banys Àrabs；西班牙语：Baños árabes）是西班牙巴利阿里群岛马略卡岛帕尔马最具象征意义的纪念碑之一，也是当地为数不多保留至今的伊斯兰建筑遗迹之一。它位于安静的坎塞拉街（calle de Can Serra）7号，靠近主教座堂修道院，包括一个郁郁葱葱的花园，这里有撒丁莺、家麻雀、仙人掌、棕榈树以及各种花卉和蕨类。这座砖砌建筑只有两间，包括一间浴室和一间更衣室，已经相当破旧。该建筑为拜占庭建筑风格，可以追溯到11世纪， 可能曾经是穆斯林住宅的一部分。浴室有一个圆顶，开了五个天窗采光。支撑房间的十二根柱子，掠夺自更早期的罗曼式建筑。
1931年，该建筑列为文化遗产。

## 圖集

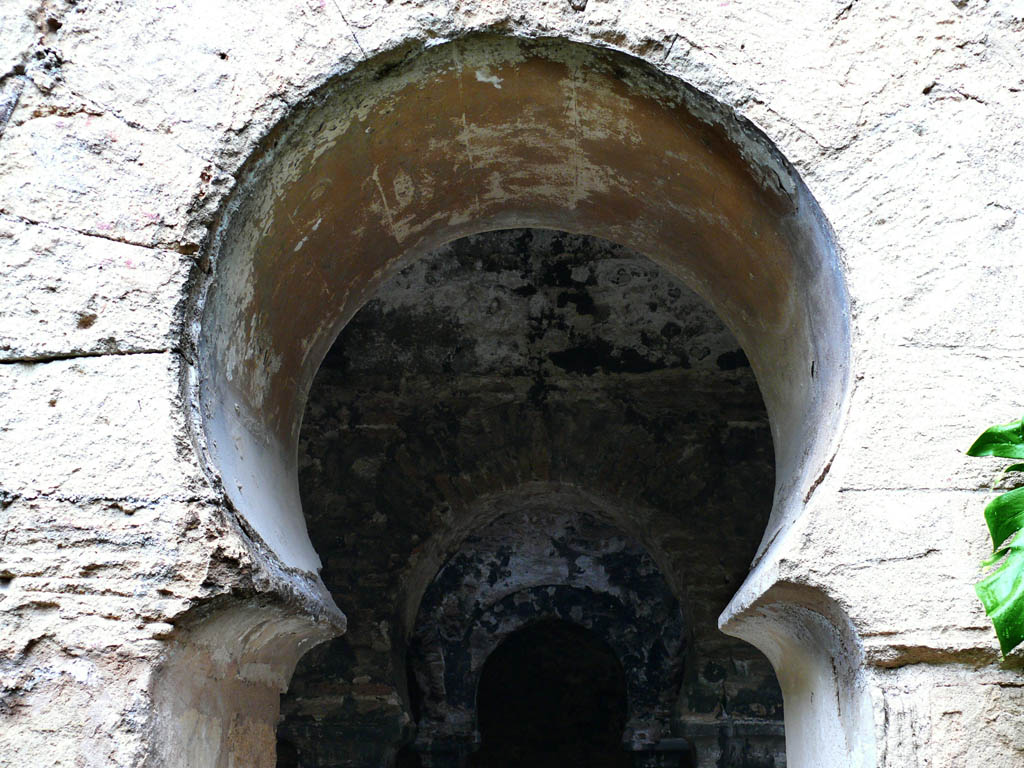
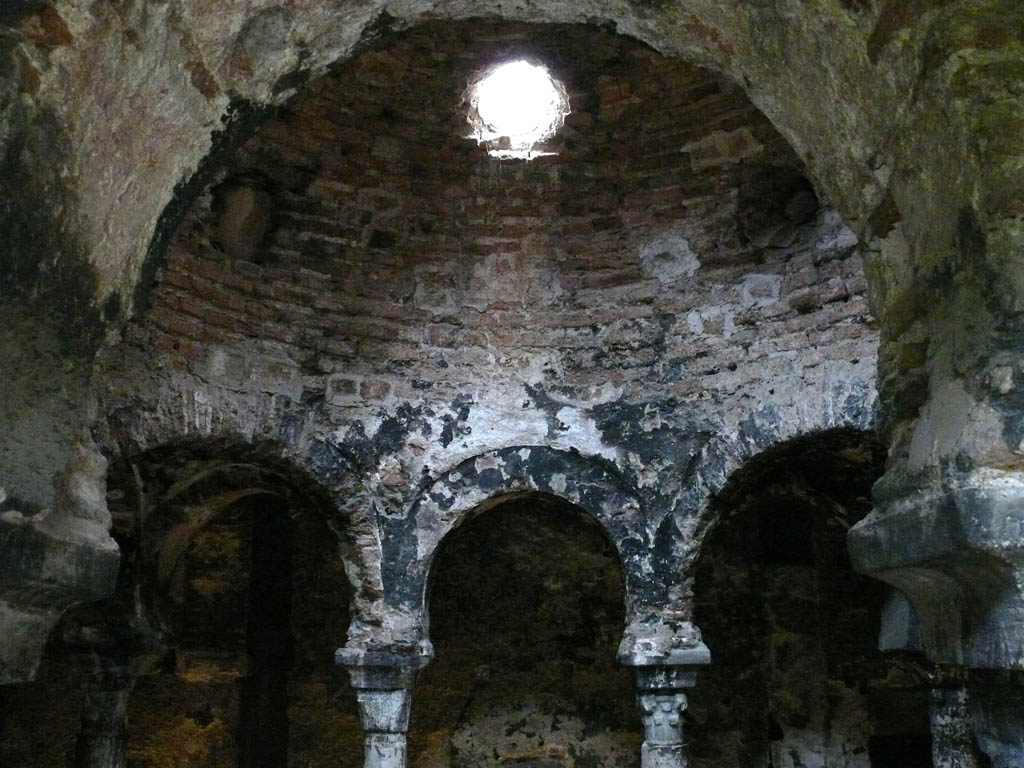
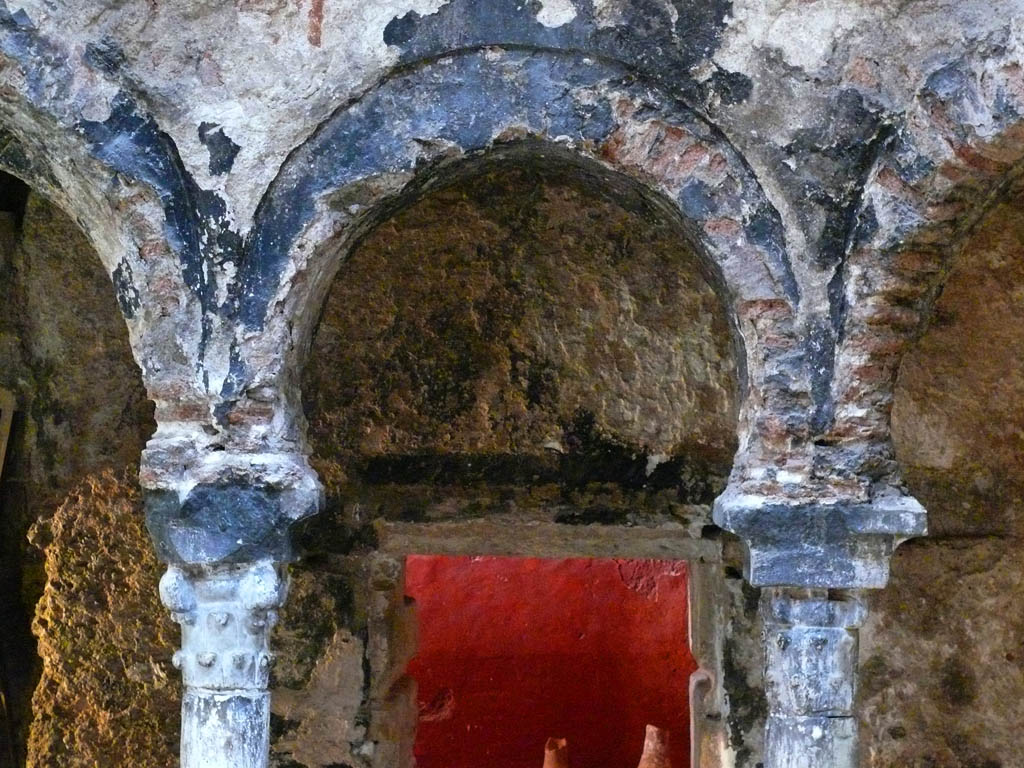
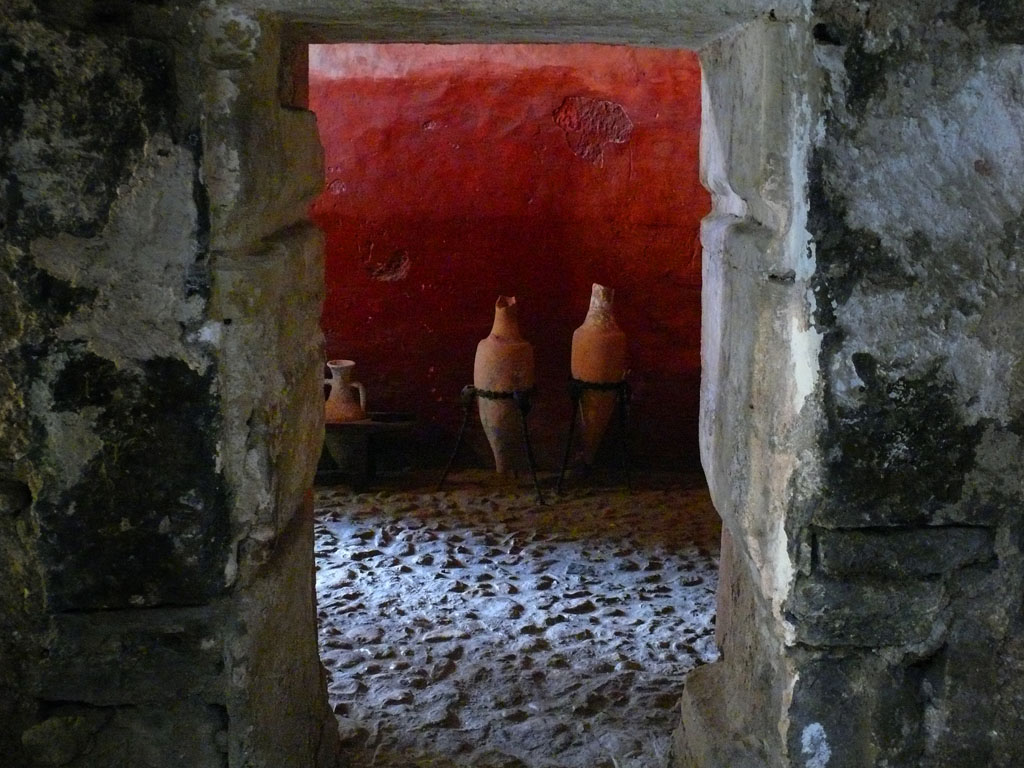
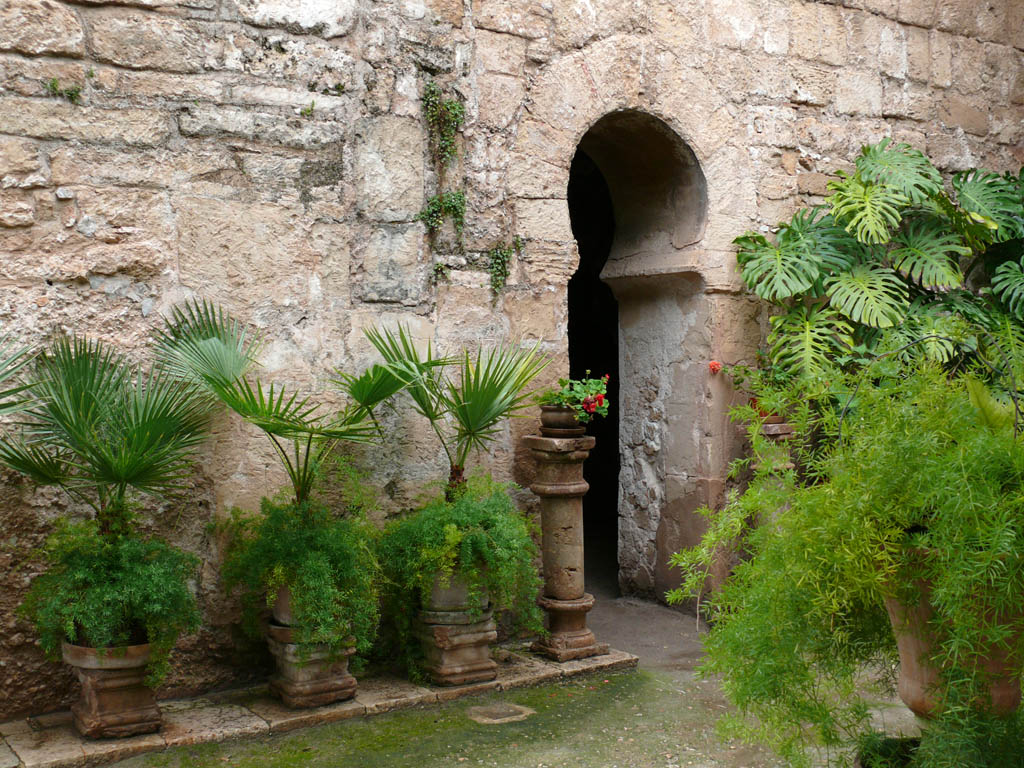
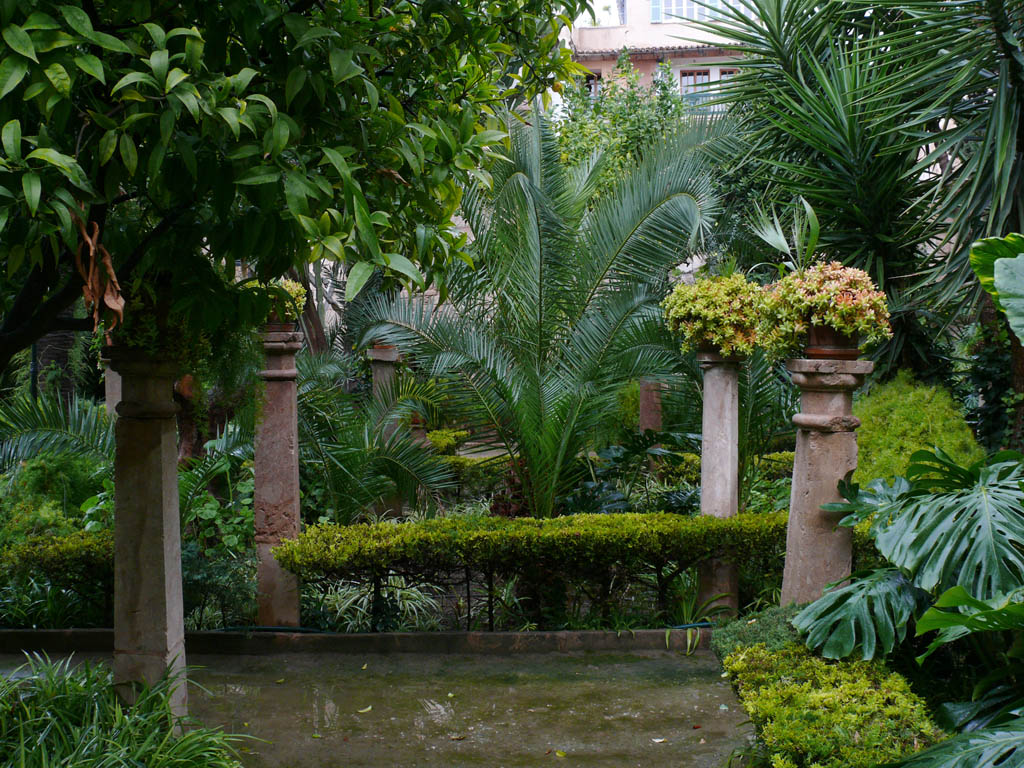